# Гуров, Александр Иванович
Алекса́ндр Ива́нович Гу́ров (род. 17 ноября 1945, Шушпан-Ольшанка, Тамбовская область) — российский государственный и политический деятель, юрист. Генерал-лейтенант милиции в отставке, генерал-майор ФСК России в отставке. Депутат Государственной думы Федерального собрания Российской Федерации III—V созывов с 18 января 2000 по 21 декабря 2011, член фракции «Единая Россия».
Доктор юридических наук, профессор. Автор более 150 научных работ, в числе которых монографии и учебные пособия.

## Биография
Родился 17 ноября 1945 года в селе Шушпан-Ольшанка Староюрьевского района Тамбовской области.
После окончания школы, с 1964 по 1967 год проходил срочную службу в Советской армии. С 1967 года служил рядовым, затем начальником конвоя в конвойном полку милиции ГУВД Москвы. С 1970 года работал оперуполномоченным в отделе уголовного розыска ЛУВД при аэропорту Внуково.
25 июля 1973 года младший лейтенант милиции Александр Гуров застрелил домашнего льва Берберовых — Кинга, участвовавшего в то время в съёмках фильма «Невероятные приключения итальянцев в России», напавшего на человека.
В 1974 году окончил юридический факультет МГУ и с 1974 по 1978 год работал в Управлении уголовного розыска МВД СССР. С 1978 года — старший научный сотрудник, начальник отдела по проблемам борьбы с организованной преступностью во Всесоюзном научно-исследовательском институте МВД СССР; в 1979 году защитил диссертацию на соискание учёной степени кандидата юридических наук.
В 1988—1991 годах — начальник Шестого главного управления МВД СССР по борьбе с организованной преступностью, коррупцией и наркобизнесом. Тогда же, в «Литературной газете» публикуется его, в соавторстве с Юрием Щекочихиным, первая сенсационная статья об организованной преступности в СССР под заголовком „Лев готовится к прыжку“, позже продолжение «Лев прыгнул».
В 1992—1994 годах возглавлял бюро по борьбе с коррупцией, занимал пост первого заместителя начальника Центра общественных связей, работал консультантом Регионального управления по борьбе с организованной преступностью (РУОП), руководителем Научно-исследовательского института проблем безопасности Министерства безопасности Российской Федерации. Избирался народным депутатом Российской Федерации, был членом Комитета Верховного совета по вопросам законности, правопорядка и борьбы с преступностью.
В 1990 году был консультантом при создании фильма «За последней чертой».
После реорганизации спецслужб и упразднения НИИ проблем безопасности в 1994 году ушёл из правоохранительных органов (как генерал-майор Федеральной службы контрразведки) и четыре года находился в запасе. В это время работал руководителем службы безопасности «ТЭПКО-банка» (Москва), с 1995 года — вице-президент фирмы «Инфосервис» (Москва).
С 1998 по 2002 год — начальник Всероссийского научно-исследовательского института МВД России.

## Политическая деятельность
С осени 1999 года был одним из лидеров межрегионального движения «Единство» («Медведь»); 19 декабря 1999 года был избран депутатом Государственной думы III созыва по федеральному списку этого избирательного объединения (был в списке на третьей позиции). Был председателем Комитета Государственной думы по безопасности.
7 декабря 2003 года был избран в Государственную думу IV созыва, был членом фракции «Единая Россия», членом Комитета по безопасности.
2 декабря 2007 года избран депутатом Государственной думы V созыва в составе федерального списка кандидатов, выдвинутого Всероссийской политической партией «Единая Россия», вновь стал членом Комитета по безопасности. Возглавлял Мандатную комиссию Госдумы.

Член авторского коллектива по созданию закона «О полиции», дал о нём интервью в сентябре 2010 года. Полиция, по мнению Гурова, представит собой «людей в униформе, работающих сугубо в интересах общества, а не абы-кабы или на свой карман». На вопрос корреспондента о стоимости переименования милиции в полицию: «Да, сколько бы ни стоило, лишь бы толк вышел». Свидетельствует, что «в народе милицию называют карателями, а то и бандитами, убийцами». По его мнению «Переименовывая милицию в полицию, современное российское государство тем самым приступило наконец-то к реальной реформе органов внутренних дел». Хотя его «сильно волнует, чтобы переименование милиции в полицию не превратилось в сухой формализм». Его резюме: 
«Обосрёмся с полицией — вначале общественный порядок, национальная безопасность накроются медным тазом, а вслед за этим начнётся ускоренный распад самого общества, и наступит конец исторический государства российского — от Мурманска до Владивостока…»
О себе считает, что «добросовестно проработал в системе органов внутренних дел и органах госбезопасности четыре десятка лет».

## Награды
государственные
- Орден Почёта
- Благодарность Президента Российской Федерации (11 марта 1997) — за активное участие в подготовке Послания Президента Российской Федерации Федеральному Собранию 1997 года[7]
- Заслуженный юрист Российской Федерации (13 ноября 2000) — за заслуги в укреплении законности и правопорядка[8]
- Орден Дружбы (20 апреля 2006) — за активное участие в законотворческой деятельности и многолетнюю добросовестную работу[9]

правительственные
- Почётная грамота правительства Российской Федерации (4 декабря 2008) — за заслуги в законотворческой деятельности, развитии парламентаризма и в связи с 15-летием принятия Конституции Российской Федерации[10]
- Благодарность Правительства Российской Федерации (14 ноября 2011) — за многолетнюю плодотворную законотворческую деятельность[11]

региональные
- Почётный гражданин Тамбовской области

общественные
- Лауреат премии им. Ю. В. Андропова (с вручением золотой медали) — за выдающийся вклад в обеспечение безопасности РФ
- Орден Петра Великого I степени от АБОП
- Кавалер Золотого Почётного знака «Общественное признание»
- Член Президиума Национального Гражданского Комитета по взаимодействию с правоохранительными, законодательными и судебными органами
- Член Союза писателей России

## Семья
Супруга Елена Николаевна Гурова, юрист. Сын Дмитрий Гуров, адвокат.